# Gazzapa
Gazzapa o també Gaszapa era una ciutat i un país situat al nord-oest d'Hattusa que segurament per evitar els saquejos dels kashka va fer una aliança amb ells cap a l'any 1360 aC i va col·laborar en la destrucció de ciutats restaurades i repoblades pel príncep hereu Subiluliuma poc abans. En represàlia el rei Tudhalias III la va destruir, juntament amb la ciutat de Kathariya.